# 한국어 운동의 역사
한국어 운동(국어 운동)의 역사는 1886년 <한성주보>에서 처음으로 국한문 혼용체가 이루어진 후부터라고 볼 수 있다. 이 새로운 문체가 단행본에 사용된 것은 1895년 유길준(兪吉濬)의 <서유견문(西遊見聞)>이 처음이었다. 이 책은 문장에 있어서 최초로 언문일치(言文一致)를 내세운 것으로 스스로 실천에 옮겼다는 데에 의의가 크다. 한편 갑오경장 직후 각종 공문서와 관보에 국한문을 혼용해서 쓰기 시작했고, 이듬해에는 학부 편수국(學部編修局)에서 교과서와 <국민소학독본(國民小學讀本)> <만국지지(萬國地誌)> 등이 모두 국한문 혼용체를 썼고, 1895년 이후에는 중학교의 교과목은 국문을 중심으로 쓰게 되었다. 1896년에 창간된 <독립신문>은 순한글로 발행하여 그 문체도 언문일치에 접근하였다. 1907년에는 국문연구소가 설치되어 국어운동의 열을 고조시켰고, 학자들의 국어연구와 저술이 속출하게 되었다. 그 주요한 것으로는 광무 초기의 유길준의 <조선문전>, 1897년에 나온 이봉운의 <국문정리>를 비롯하여 1905년 지석영(池錫永)의 <신정국문>, 1908년에는 주시경(周時經)의 <조선어문전음학>, 최광옥의 <대한문전>, 1909년에는 유길준의 <조선문전>, 주시경의 <국어문법> 등이 나왔다. 이렇게 갑오경장을 전후해 국어운동이 활발하게 전개되어, 이러한 움직임은 우리 신문학 운동에도 직접적인 터전이 되었다.
이하는 국어운동을 주도한 인물들과 주요 저서 중심으로 서술한다.

## 유길준(兪吉濬,1856년~1914년)
호는 구당(矩堂). 대한제국시대의 국어학자이며, 신문학 운동의 선구자. 일본 게이오 의숙(慶應義塾)과 미국 워싱턴 대학에 유학했고, 1899년 <서유견문>을 내었으며, 광무 초년엔 한국 최초의 문법책 <조선문전(朝鮮文典)>을 내었다.

### 서유견문(西遊見聞)
1895년(고종 32년) 유길준이 지은 수필집. 신문학기 최초의 기행문으로, 내용은 미국·유럽을 견문한 바를 적어 한국 사람을 깨우치려고 목적했다. 한국 최초의 국한문 혼용체의 책으로 언문일치 운동의 선구가 되었다. 이 책의 서문에서 '국한문을 혼용하는 것은 어의(語意)가 평순(平順)하고 문자를 조금 아는 사람에게도 알기 쉽게 함이라' 하고, 문자는 '사람의 생각하는 바를 형상(形象)으로 나타내는 것이니, 말과 문장을 나누면 둘이요 합하면 하나라' 하여, 체계적 이론은 아니나 문장에서의 언문일치를 주장했다.

### 조선문전(朝鮮文典)
광무 초기에 유길준이 지은 문법책. 한국 최초의 체계화된 문법책으로 내용은 서문·언어편·문장편·부록으로 되어 있다.

## 최광옥(崔光玉,1879년~1911년)

### 대한문전(大韓文典)
융희 2년(1908년) 최광옥이 <조선문전>을 모방한 <대한문전(大韓文典)>을 발간하였다. 김민수 교수의 <국어 문법론 연구>에 의하면 1909년 유길준의 <#조선문전>을 다시 증보한 것이라 한다.

## 이봉운(李鳳雲,?~?)

### 국문정리(國文正理)
1897년(건양 2) 이봉운이 지은 문법책. 갑오경장 이후 맨 처음의 국어연구서인 만큼 의의가 크다. 일종의 문법책으로 내용은 서문·음성문·문법론의 셋으로 되어 있으나 문법론은 대개 이두의 토(口訣)에 해당되는 것의 분류에 지나지 않는 만큼 문법책과는 거리가 멀다.

## 지석영(池錫永,1855년~1935년)
조선시대 말기의 국어학자·의학자. 학부 국문연구소 연구원. 1899년 의학교를 세웠고, 신문화운동에 공이 크며, 한국에 처음으로 우두를 들여왔다. 어학 방면으로는 <신정국문> <자전석요(字典釋要)> 등을 지었다.

### 신정국문(新訂國文)
조선 고종 광무 때 지석영(池錫永)이 지은 국문 관계의 상소문. 내용은 국문을 널리 쓰자는 것. 닿소리는 ㅿ과 ㆁ을 없애고 14자로 하자는 것. 홀소리는 'ㆍ' 자를 없애고 '∥'라는 새 글자를 만들자는 것. 된소리는 쌍서(ㄲ·ㄸ·ㅃ·ㅆ)로 표기하자고 주장했다.

## 주시경(周時經,1876년~1914년)
조선시대 말기 국어학을 중흥시킨 현대 국어학의 선구자. 호는 한힌샘. 어려서부터 우리말 연구에 뜻을 두었고, 뒤에 조선어강습원(朝鮮語講習院)을 세워 한글 보급에 힘썼다. 저서에 <조선어문전음학> <국어문법> <말의 소리> 등이 있다.

### 국문연구소(國文硏究所)
1907년(광무 11) 7월에 학부에 설치되었던 국문 연구기관. 주시경, 어윤적, 지석영, 이능화, 윤돈구(尹敦求), 권보상(權輔相), 이억(李億), 송기용(宋綺用) 등이 위원으로 활동했으며, 약 3년 동안 20여 회에 걸쳐 국문통일에 대한 토의를 했으나, 당시의 불안정한 정국으로 말미암아 건의된 안의 실시를 보지 못했다.

### 조선어문전음학(朝鮮語文典音學)
1908년 주시경이 지은 어학 책. 말본의 음성론·품사론·문장론 중에서 음성론만 뽑아 제자들이 간행한 것.

### 국어문법(國語文法)
1909년 주시경이 지은 문법책. 이 책은 크게 음성학(音聲學)·품사론(品詞論)·구문론(構文論)으로 나누어 설명했는데, 명실공히 현대 문법의 체계를 개척하여 뒤에 <한글맞춤법통일안>의 기본 이론을 세웠다.

## 박승빈(朴勝彬, 1880~1943)
법률가, 교육자, 국어학자, 사회운동가이다. 호는 학범(學凡). 강원도 철원 출생이다. 1907년 일본 도쿄의 주오 대학 법학과를 졸업하고 귀국해 1908년 검사로 일하다가 1909년 변호사로 개업했다. 1925년 보성전문학교 교장에 취임하였다.
1931년 조선어학연구회를 조직하고 기관지 〈정음(正音)〉을 발간하여 주류인 주시경 계통의 조선어학회와 대립하였다. 국어연구에 뜻을 두게 된 직접적 동기는 법률가로서 법전(法典) 편찬을 기획하면서 국어표기법의 통일이 필요함을 절감하게 된 데에 있었다. 주위의 대세가 자신의 주장과는 상반되는 역경 속에서였지만, 자신의 소신을 끈질기게 주장하며 시류에 맞섰던 의지와 집념 강했다. 언어에 대한 연구이론은 복잡한 것이 될 수 있지만, 일반대중이 사용할 정서법은 간편해야 하는 것이며, 또한 한 민족의 언어나 표기법은 역사적 지속체여야 한다는 명제를 바탕으로 하여, 복잡하며 혁신적인 「한글마춤법통일안」에 반대하였다. 그러나 사회의 동조를 얻지 못했다.
1931년 최남선(崔南善) ·오세창(吳世昌) 등과 함께 계명구락부를 조직 《계명(啓明)》 《신민공론(新民公論)》 《낙원(樂園)》 《신천지(新天地)》 《신청년(新靑年)》 등의 잡지를 발간하는 한편, 수편의 고전을 출판하는 등 대중계몽에 힘쓰면서 언론의 힘으로 일본과 투쟁했다.